# Hylaeus hungaricus
Hylaeus hungaricus is een vliesvleugelig insect uit de familie Colletidae. De wetenschappelijke naam van de soort is voor het eerst geldig gepubliceerd in 1905 door Alfken.